# Pripegala
Pripegala je bůh, který měl být ctěn kmenovým svazem Luticů, jehož autenticita je však nejistá. Je zmiňován pouze v dopise datovaném k roku 1108 a připisovaném magdeburskému arcibiskupovi Adelgotovi, je však pravděpodobné že se jedná o pozdější falsum anonymního flanderského klerika. V dopise se o Pripegalovi píše následující:
| „ | Kdykoliv se pak tito fanatici chtějí oddávat svému hýření, říkají „Náš Pripegala, krutý ve svých nařízeních si žádá hlavy.“ Tímto způsobem se tedy sluší konat oběti. Pripegala, jak tvrdí, je Priapos a necudný Belfegor. Tehdy, když setnou křesťany před svými pohanskými oltáři, drží mísy naplněné lidskou krví a vyjí strašlivými hlasy: „Slavíme dny radosti, Kristus je poražen, zvítězil nejvítěznější Pripegala.“ | “ |

Jako fikci vzniklou snad z Priapus gallus za účelem křesťanské propagandy, která měla obhájit zábor slovanských území, vykládá Pripegalu Libuše Hrabová, Michal Téra a Jiří Dynda. Zdeněk Váňa uvažuje též o tom že toto božstvo je pouhou literární frází, navrhuje však také jeho výklad jako božstva plodnosti, snad související s falickým idolem z Altfriesacku. Lubor Niederle považuje různé akademické výklady tohoto božstva za nepřesvědčivé a dobové spojení s Priapem a Belfegorem označuje za nesmyslné. Jan Máchal a Aleksander Brückner nabízí výklad z jména Pribychval „ten jemuž přibývá vítězství“, první jmenovaný v tomto duchu považoval za zbožštěného hrdinu, druhý považoval toto jméno za titul nahrazující jméno starší.  Brückner též uvažuje o jméně Pripegala jako zkomolenině jména Trihlav. Další hypotéza považuje Pripegalu za sluneční božstvo a vykládá jeho jméno z praslovanského *pripekati sę „připékat, opékat se“, zastává jí například Aleksandr Famincyn, Louis Léger a  Leszek Moszyński.